# Kathy Kreiner

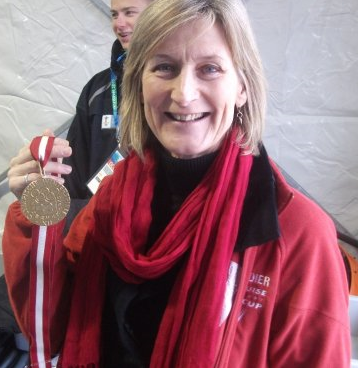
Kathy Kreiner (2010) met haar gouden medaille

Kathy Kreiner (Timmins, 4 mei 1957) is een voormalig Canadees alpineskiester.
Op de Olympische Winterspelen van 1976 won ze voor Canada de enige gouden medaille, dit deed ze op de reuzenslalom in het alpineskiën.

## Palmares

### Olympische winterspelen
Innsbruck (1976)
 op de reuzenslalom